# H.C. Andersen Slottet
H.C. Andersen Slottet (deutsch Hans-Christian-Andersen-Schloss) (auch Tivolislottet) wird heute das Gebäude genannt, das am H.C. Andersens Boulevard 20–24 gegenüber Kopenhagens Rathaus an der Ecke des Vergnügungsparks Tivoli liegt. Der Tivoli-Park erwarb es im Jahr 1978 und gab dem Gebäude den heutigen Namen. Tivoli wollten Andersens Namen mit dem Vergnügungspark in Verbindung bringen, und gleichzeitig erschien die Namensgebung natürlich, weil die Statue des Dichters von der anderen Seite des nach ihm benannten Boulevards auf das Gebäude blickt.
Das von dem dänischen Architekten Vilhelm Klein (1835–1913) im Baustil des sogenannten Rosenborg-Stils oder auch Niederländische Renaissance, ein aus dem Historismus abgeleiteter Architekturstil, entworfene Gebäude wurde 1892–1893 auf Initiative von u. a. Carl Jacobsen (1842–1914), dem Inhaber der Carlsberg Brauerei zur Nutzung als Kunstindustriemuseum errichtet.
H.C. Andersen Slottet ist Teil der „Bildungsroute“ monumentaler, öffentlicher Gebäude, die nach dem Abriss der Kopenhagener Stadtbefestigung um die Innenstadt herum angeordnet waren. Die anderen Gebäude sind Polyteknisk Læreanstalt (heute: Dänemarks Technische Universität), Astronomisches Observatorium, Städtisches Krankenhaus (dänisch Kommunehospitalet), Gewächshaus des Botanischen Gartens, Geologisches Museum, Statens Museum for Kunst, Rathaus Kopenhagen und Ny Carlsberg Glyptotek.
In dem Gebäude, wurde die erste Sammlung des „Museums für industrielle Kunst“ (Kunstindustriemuseum) unter der Leitung seines ersten Direktors Pietro Krohn aufgebaut. Auf der Weltausstellung in Paris 1900 tätigte er umfangreiche Ankäufe von Jugendstil-Gegenständen. Die angekauften Kunsthandwerke dänischer Künstler wie Thorvald Bindesbøll, Effie Hegermann-Lindencrone, Arnold Krog, Herman A. Kähler, Johan Rohde, Harald Slott-Møller und Jens Ferdinand Willumsen sind in den Sammlungen erhalten.
Das H.C. Andersen Slot ist als vierflügeliger Bau mit innerem, überdachtem Hof bzw. Vestibül mit Oberlichtern angelegt und heute denkmalgeschützt. Die Wände sind aus rotem Backstein mit dekorativen Details aus Sandstein und Schieferdach. Im Inneren des Gebäudes sind weitgehend nach den ursprünglichen Plänen viele der ursprünglichen Oberflächen und Dekorationen erhalten, die wie das Äußere aus den besten Materialien gefertigt wurden. Der prachtvolle Raum des „Schlosses“ ist das Vestibül mit Bogenarkaden in den Seiten und einer Vielzahl von erbaulichen Sätzen auf schwarzen Steinplatten.
Nachdem das Kunstindustriemuseum 1926 in das Frederiks Hospital in der Bredgade umgezogen war, wurde das Gebäude für eine Reihe verschiedener Zwecke genutzt, darunter als Hauptsitz von „De Forenede Bryggerier“, einer Vereinigung von 11 kleineren Brauereien in Kopenhagen, als Gymnastikinstitut, als Offiziersvereinigung und als „Det Kongelige Garnisonsbibliotek“ schließlich von Louis Tussaud’s Wax Museum (1974–2007) und die umstrittene Ausstellung „Bodies“ im Jahr 2008. Das Gebäude beherbergt heute Büros für den Vergnügungspark Tivoli sowie Tagungs- und Banketträume. Einen Seitenflügel nutzt die Tivoligarde (Spielmannszug) als Unterkunft.
Die Geschäftsführung des Tivoli-Parks teilte am 16. November 2006 auf einer Pressekonferenz mit, der weitere Erhalt des Gebäudes sei bedroht und man habe Pläne, auf dem Gelände ein neues Luxushotel zu bauen. Dafür sei ein Abriss des Gebäudes erforderlich.
Dieser Plan erregte bei den Kopenhagenern großen Widerstand, weil viele einen Abriss als kulturellen Verlust und ernsthafte Bedrohung des gesamten nordöstlichen Teils vom Tivoli betrachteten, der heute in hohem Grade von H.C.-Andersen-Schloss als „märchenartiger“ Beitrag zum Tivoli-Park empfunden wird. Zudem war ein großer Teil der Kopenhagener der Meinung, dass ein Hotelhochhaus direkt neben dem Rathausturm die Dominanz des Rathauses in der Umgebung gefährden und die städtebaulich wichtige Atempause, die das untere „Schloss“ und die Aussicht zum Tivoli darstellen.
Die Organisation „Tivolis Venner“ (deutsch Tivolis Freunde) wurde gegründet, um die Aufmerksamkeit auf die problematischen Folgen des Hotelbaus zu lenken und dabei zu helfen, eine Debatte über die Entwicklung von Tivoli im Allgemeinen zu entfachen.
Am 27. April 2007 stellte sich heraus, dass Tivoli höchstwahrscheinlich die Pläne für den Bau des Hotelturms fallen lassen musste, da die Fachabteilung „Det Særlige Bygningssyn“ (deutsch Die besondere Bauinspektion), die die Behörde „Kulturarvsstyrelsen“ (deutsch Behörde für Kulturerbe) über Abriss, Erhalt oder Denkmalschutz eines Gebäudes berät, den vorderen Gebäudeteil ausgewählt hatte zur Erhaltung und der Rest des Gebäudes als erhaltungswürdig einschätzte. Die Behörde für Kulturerbe entschied sich, der Empfehlung der Bauinspektion nicht zu folgen, aber bisher wurde das Hotelprojekt auf Eis gelegt, auch als Folge der politischen Zurückhaltung in der Bürgervertretung.

## Galerie

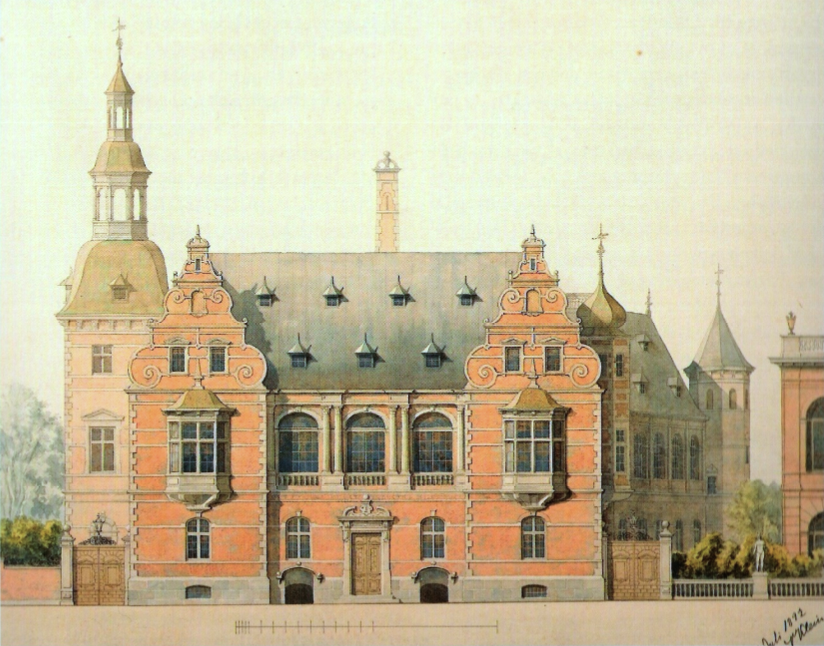
Vilhelm Kleins Entwurfszeichnung des Kunstindustriemuseums, heute: H.C. Andersen Schloss, 1892
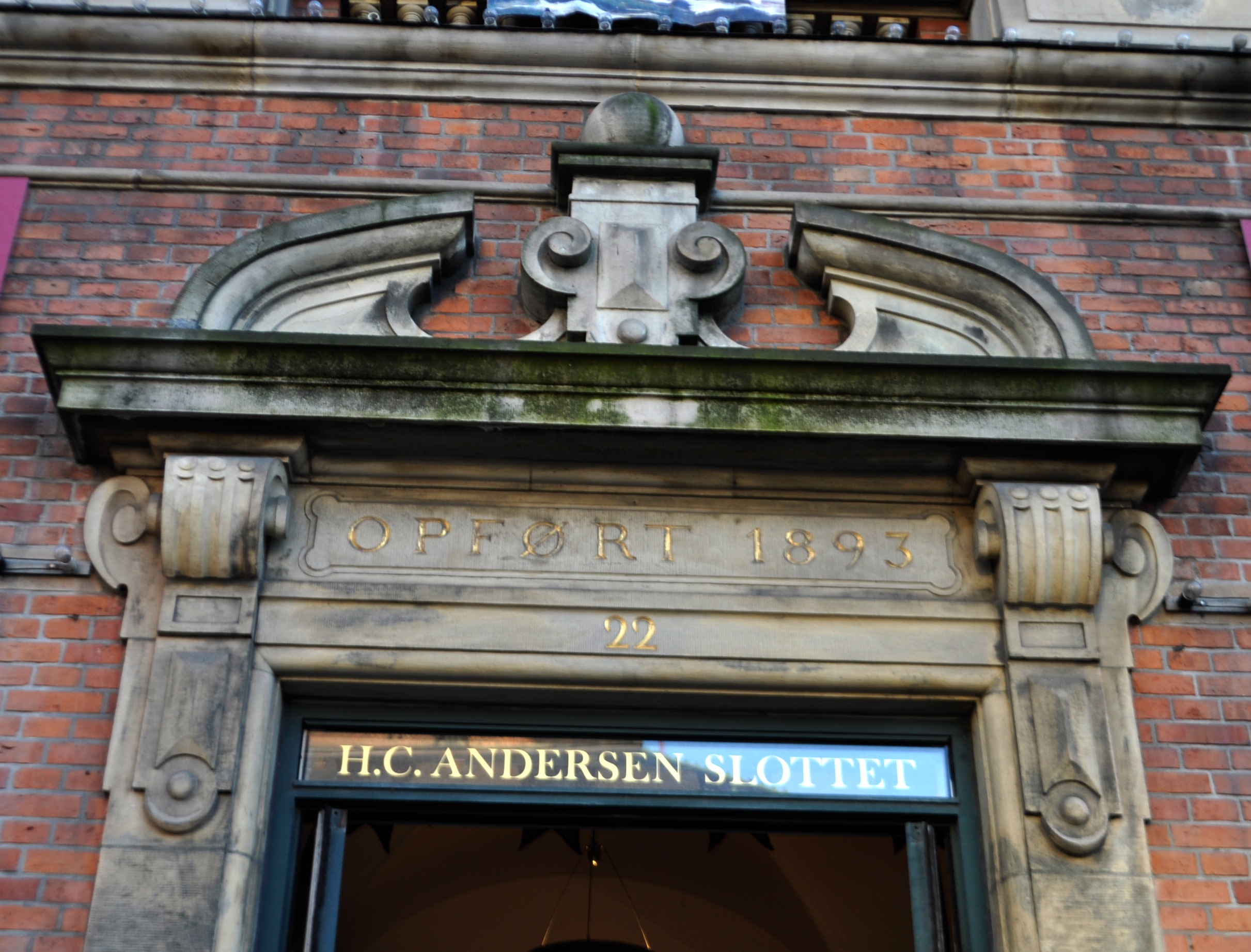
Haupteingang, 2011
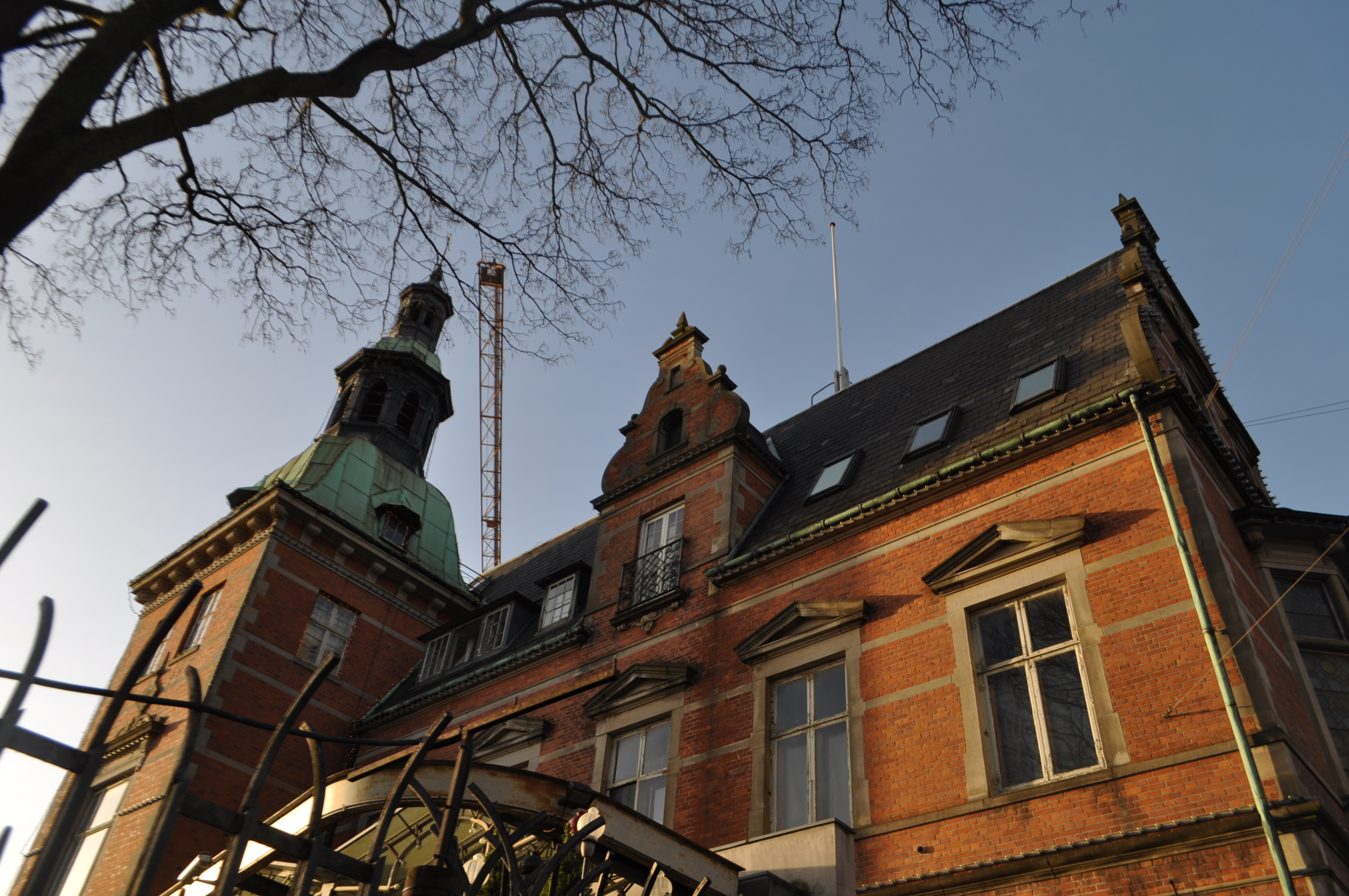
Detail der Fassade, 2011
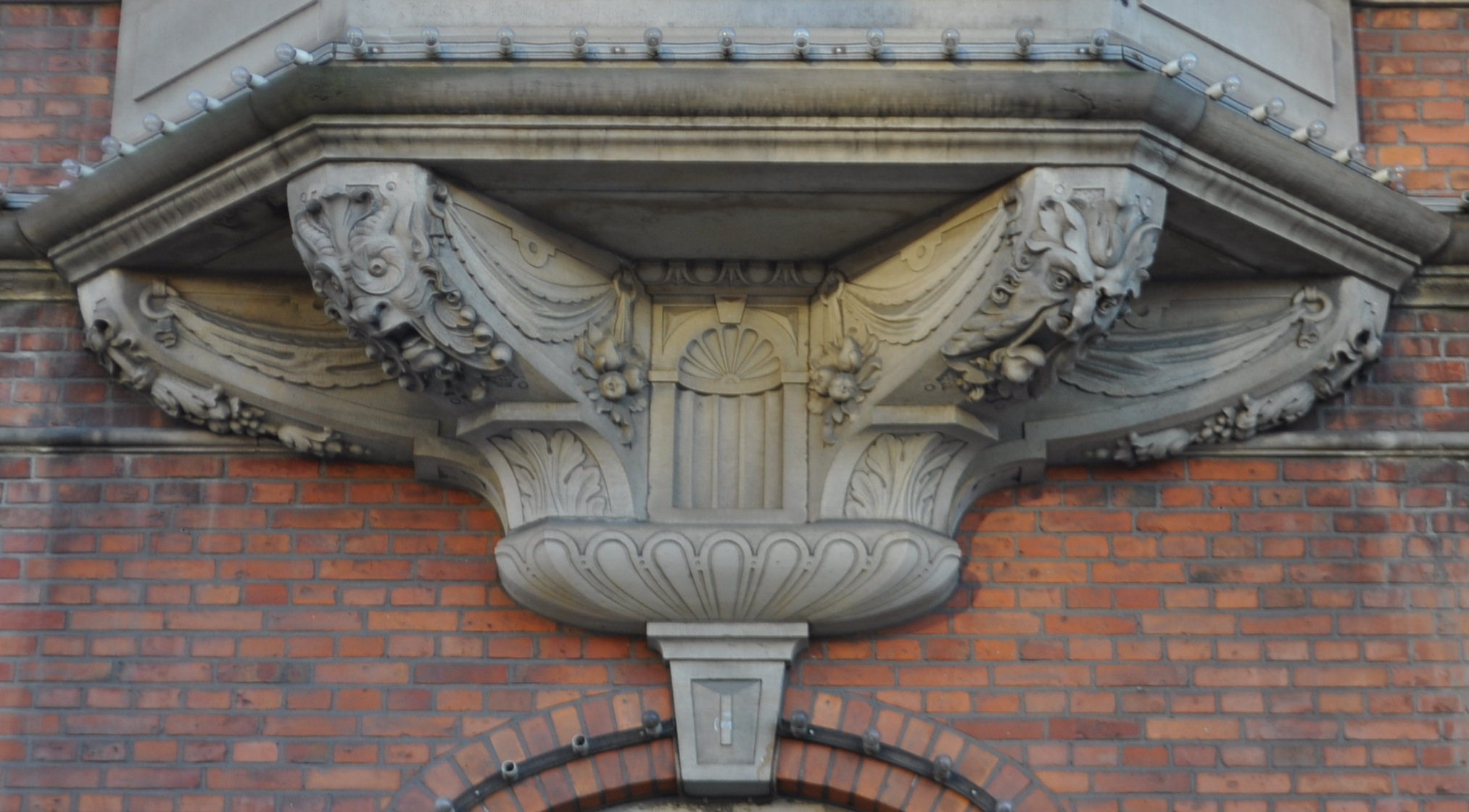
Detail der Fassade mit Steinskulpturen, 2011